# بندر غشكين (أمجز)
بندر غشکین (بالفارسية: بندرگشکین) هي قرية تقع في إيران في قسم أمجز الريفي. يقدر عدد سكانها بـ 277 نسمة بحسب إحصاء 2016.